# Beřovice
Beřovice (en allemand : Berschowitz) est une commune du district de Kladno, dans la Bohême centrale, en République tchèque. Sa population s'élevait à 381 habitants en 2020.

## Géographie
Beřovice se trouve à 6 km au nord-est de Slaný, à 15 km au nord de Kladno et à 32 km au nord-ouest du centre de Prague.
La commune est limitée par Zlonice au nord, par Hobšovice à l'est, par Žižice et Slaný au sud, et par Dřínov à l'ouest.

## Histoire
La première mention écrite du village date de 1348.